# Чемпионат Европы по летнему биатлону
Открытый чемпионат Европы по летнему биатлону — международные соревнования по летнему биатлону, проходившие с 1995 до 2013 годы. Проходил только в кроссовых дисциплинах, к старту допускались спортсмены из неевропейских стран, медали разыгрывались как среди взрослых, так и среди юниоров. Являлся главным стартом года для кросс-биатлонистов. С 1994 по 2001 годы чемпионат проводился Международной федерацией кросса и стрельбы (ISCF), а в 2002 году турнир не состоялся. Чемпионат 2003 года прошёл при участии ISCF, Госкомспорта России и финансовой поддержке Международного союза биатлонистов, а с 2004 по 2013 годы проводился только Международным союзом биатлонистов.

## Список чемпионатов
- 1994  Яблонец-над-Нисоу[4]
- 1995  Закопане[7]
- 1996
- 1997
- 1998
- 1999  Санкт-Петербург[7]
- 2000  Душники-Здруй[8]
- 2001  Ижевск[9]
- 2003  Токсово[5]
- 2004  Клаусталь-Целлерфельд
- 2005  Бистршице-под-Гостинем
- 2006  Цесис
- 2007  Тисовец
- 2008  Банско
- 2009  Нове-Место-на-Мораве
- 2010  Осрблье
- 2011  Мартелло
- 2012  Осрблье
- 2013  Хаанья